# Alphonse Magniez
Pour les articles homonymes, voir Magniez.
Le capitaine Alphonse Magniez, né le 20 avril 1862 à Saint-Omer (Pas-de-Calais) et mort le 2 septembre 1930 à l’hôpital Saint-Martin de Beaupréau (Maine-et-Loire), fait partie de l'armée française au début du XXe siècle, puis lors de la loi de séparation des Églises et de l'État, il désobéit aux ordres qu'on lui donne et se voit obligé de remettre sa démission.

## Biographie
Il est capitaine adjudant-major au 8e régiment d'infanterie de Saint-Omer.
Requis pour effectuer l'inventaire de l'Église de Saint-Jans-Cappel, le capitaine Magniez, à la tête d'une compagnie du 8e régiment d'infanterie, de cuirassiers, de sapeurs du Génie et de gendarmes, a refusé au commissaire de police le concours des sapeurs pour forcer la porte de l'église de ce village le 20 novembre 1906. Il est condamné à la destitution et à la perte de son grade en décembre 1906, il quitte l'armée sans aucun droit à la retraite alors qu'il comptait 23 ans de service.
Il est l'auteur de Répliques du bon sens aux attaques et objections modernes contre la Religion. Dans cet ouvrage, publié en 1907, il dénonce principalement un complot maçonnique contre la religion et montre clairement son dévouement à l'Église catholique.
On peut y lire les réponses aux objections classiques que l'on fait à l'encontre de la religion, et l'auteur répond : « Jamais les morts ne pourront ressusciter » ou encore « L'Église lance toujours des anathèmes, elle est intolérante ! ».
L'ex-capitaine Magniez participe ensuite activement à l'élaboration de manuels de catéchisme et donne également dans l'antiprotestantisme.

## Analyse
Le capitaine Magniez a été un des rares officiers ayant refusé d'obéir formellement à une réquisition de l'autorité civile à l'époque de la querelle des Inventaires des biens de l'Église après le vote de la loi de séparation des Églises et de l'État.

## Œuvres
- Répliques du bon sens aux attaques et objections modernes contre la Religion, Maison de la Bonne Presse, 1907, réédition éditions Delacroix.
- Les Saints Évangiles fondus en un seul récit, 1911.
- Sois bon soldat ! Conseils au jeune soldat et au conscrit par un vétéran de l'armée française
- Les Faux Prophètes du protestantisme ou la fausseté du protestantisme démontrée par ses auteurs et par son origine, A. Taffin-Lefort, 1921.
- Discours prononcé à Vendhuile, le 21 janvier 1896, sur la tombe de M. Albert Cornaille, maire de Vendhuile, décédé le 15 janvier 1896, Impr. Indépendant de la Somme, (1896).
- Marcolâtrie ou deux camps parmi les catholiques, 1919.
- A toi père, 1922.